# Husby kungsgård

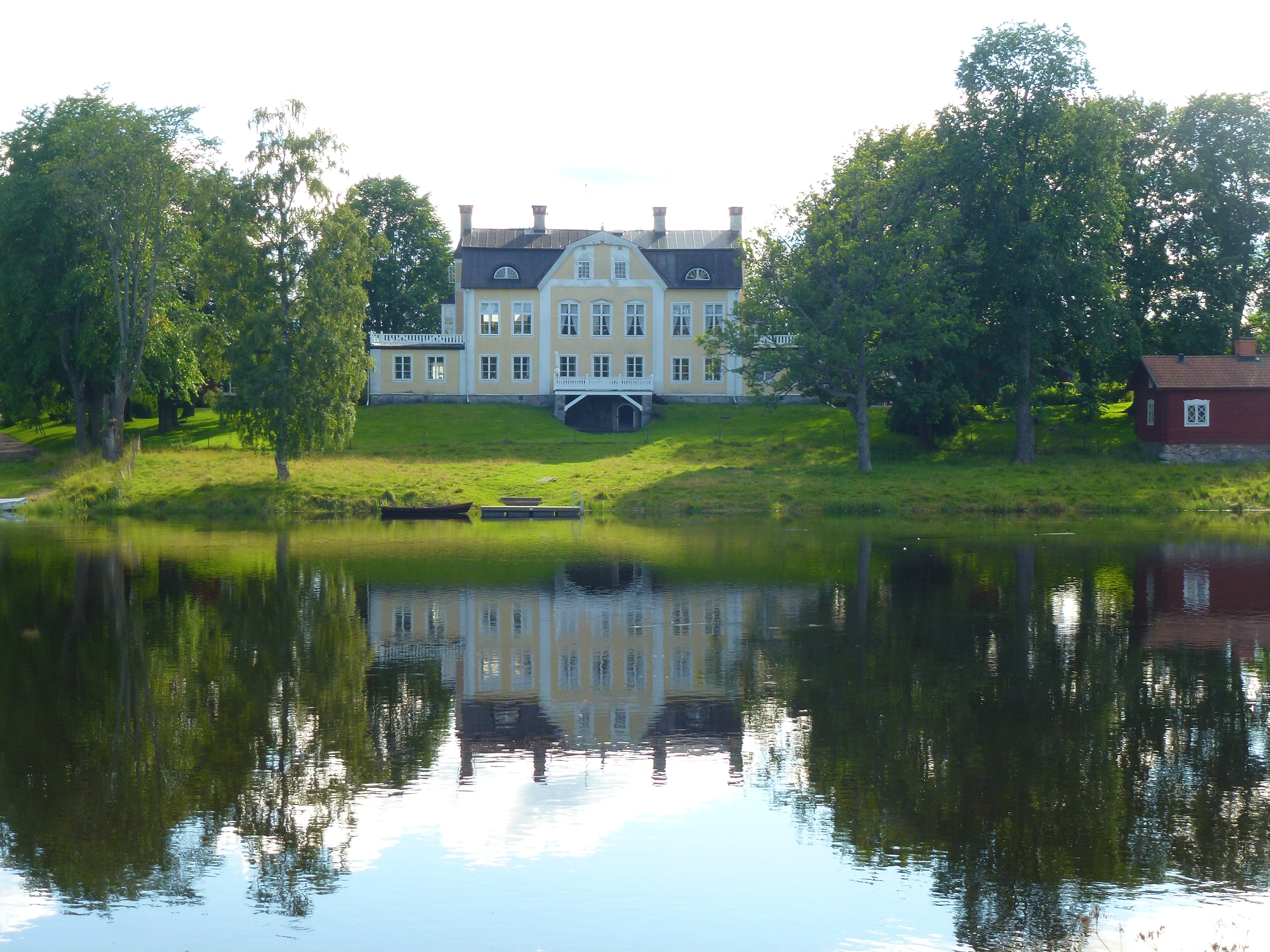
Husby kungsgård vy över Dalälven, 2015.

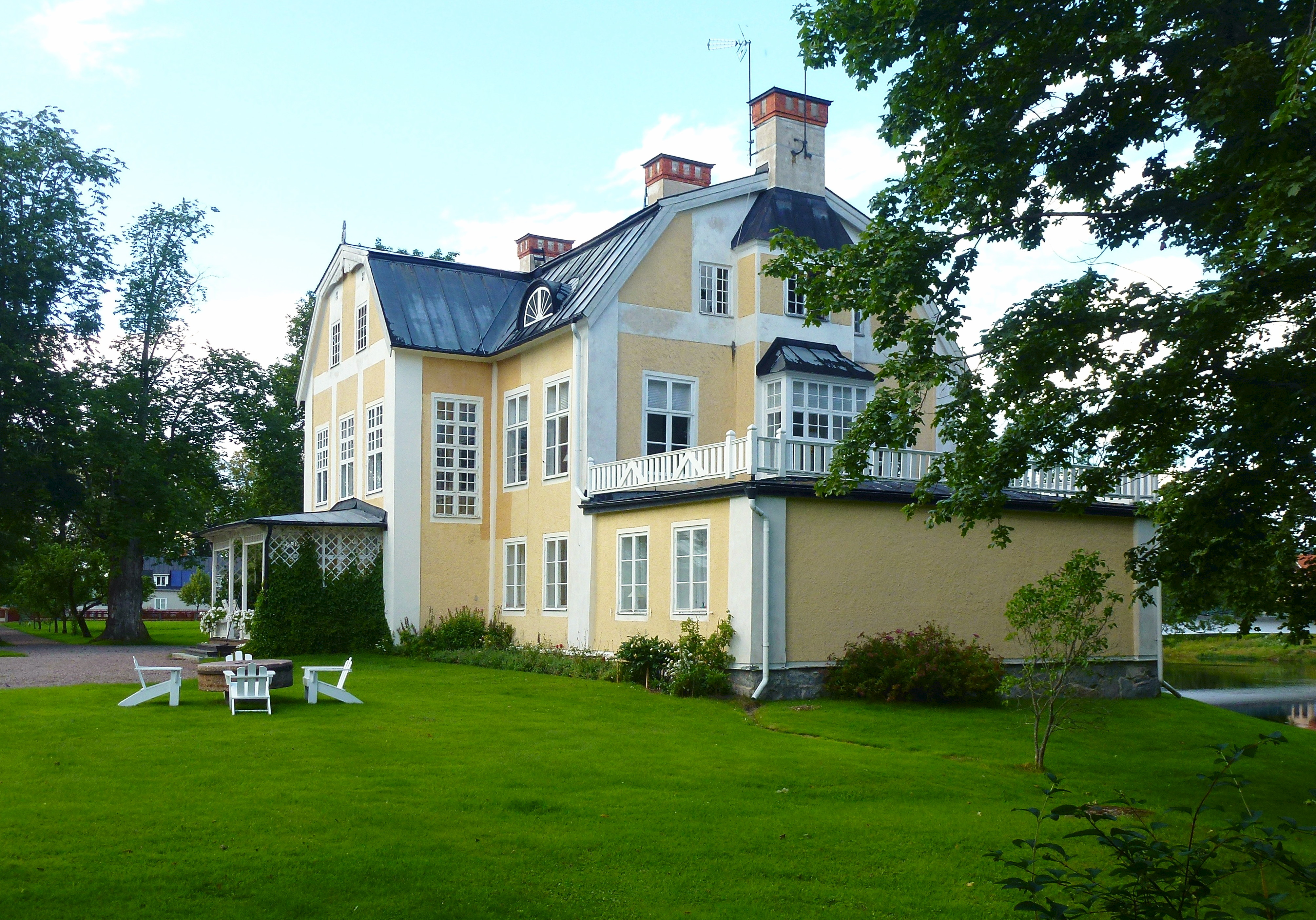
Husby kungsgård 2015.

Husby kungsgård är en tidigare kungsgård i Husby socken, Hedemora kommun i södra Dalarna som tillhörde Uppsala öd. Gården ligger vid Dalälven i tätorten Husby och är ett av besöksmålen på natur- och kulturleden Husbyringen.

## Historik
Namnet Husby härrör från så kallade Husabyar, som var kungsgårdar tillhörande det kungliga godset Uppsala öd. Husby kungsgård var den nordligaste av Uppsala öds alla kungsgårdar. Här skrevs Dalalagen på 1200-talet och här utfärdades  privilegiebrevet för Falu gruva år 1347. Efter 1582 omvandlas Husby kungsgård till herresäte. 
Nuvarande byggnad fick sin utformning i början på 1700-talet. Det rör sig om ett putsat stenhus i två våningar med två vidbyggda envånings flyglar. Huvudbyggnaden flankeras av två fristående flyglar på vardera sida.